# آرمن گیراگوسیان
آرمن آرامی گیراگوسیان (به ارمنی: Արմեն Արամի Կիրակոսյան؛ زادهٔ ۲۸ مارس ۱۹۶۰ – درگذشتهٔ ۵ فوریهٔ ۲۰۲۵) سیاستمدار اهل ارمنستان بود که از سال ۱۹۹۵ تا سال ۱۹۹۹، سمت نمایندگی دوره اول مجلس ملی جمهوری ارمنستان را برعهده داشت.

## زندگی‌نامه
گیراگوسیان در ۲۸ مارس ۱۹۶۰ در ایروان به دنیا آمد. وی فارغ‌التحصیل دانشگاه پلی‌تکنیک ارمنستان می‌باشد.

## درگذشت
گیراگوسیان در ۵ فوریهٔ ۲۰۲۵، در سن ۶۴ سالگی درگذشت.